# Diócesis de Nantes
La diócesis de Nantes (en latín: Dioecesis Nannetensis y en francés: Diocèse de Nantes) es una circunscripción eclesiástica de la Iglesia católica en Francia. Se trata de una diócesis latina, sufragánea de la arquidiócesis de Rennes. Desde el 11 de agosto de 2020 su obispo es Laurent Percerou.

## Territorio y organización

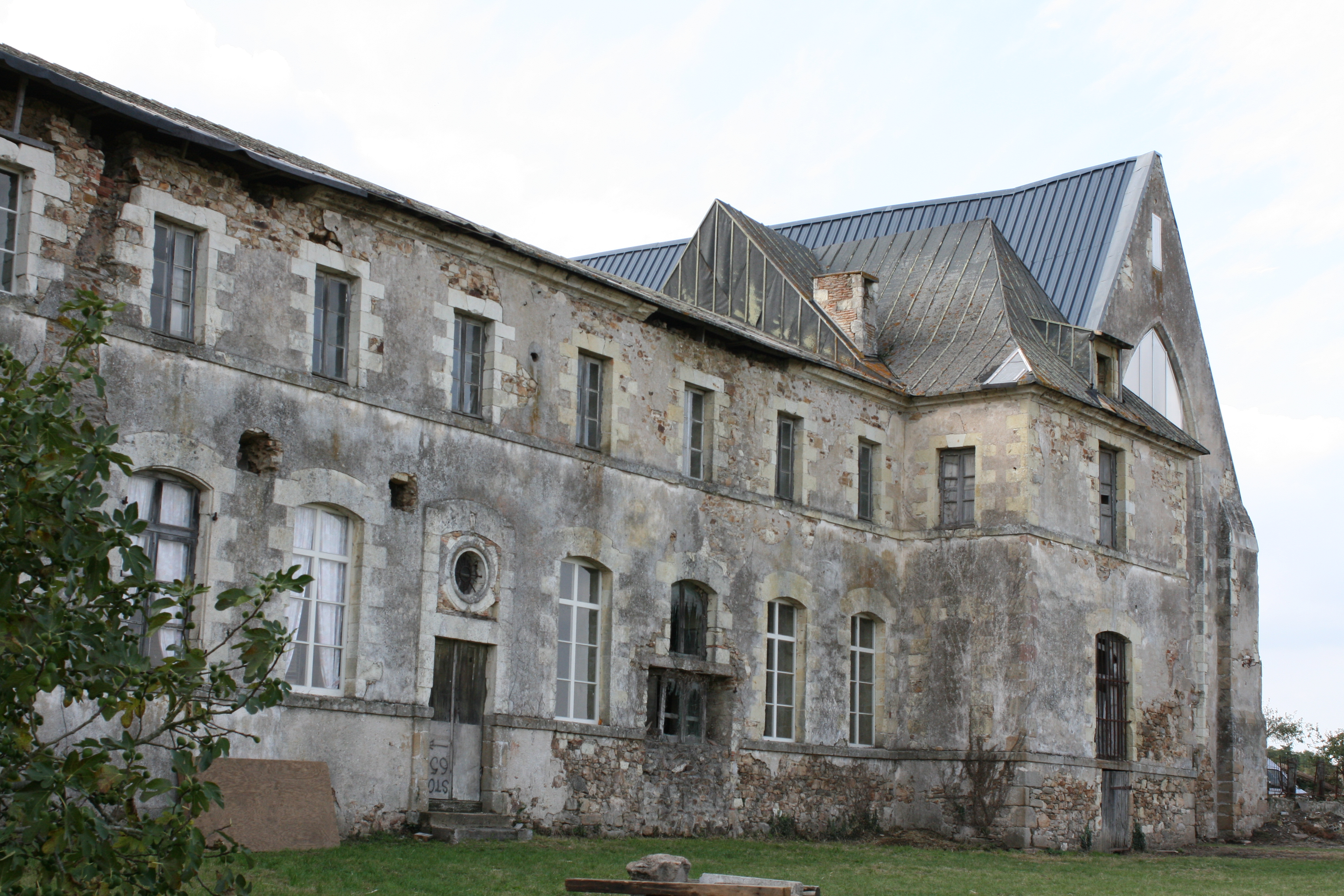
Abadía de Blanche Couronne, en La Chapelle-Launay, mencionada por primera vez en 1161

La diócesis tiene 6880 km² y extiende su jurisdicción sobre los fieles católicos de rito latino residentes en el departamento de Loira Atlántico en la región de Países del Loira.  

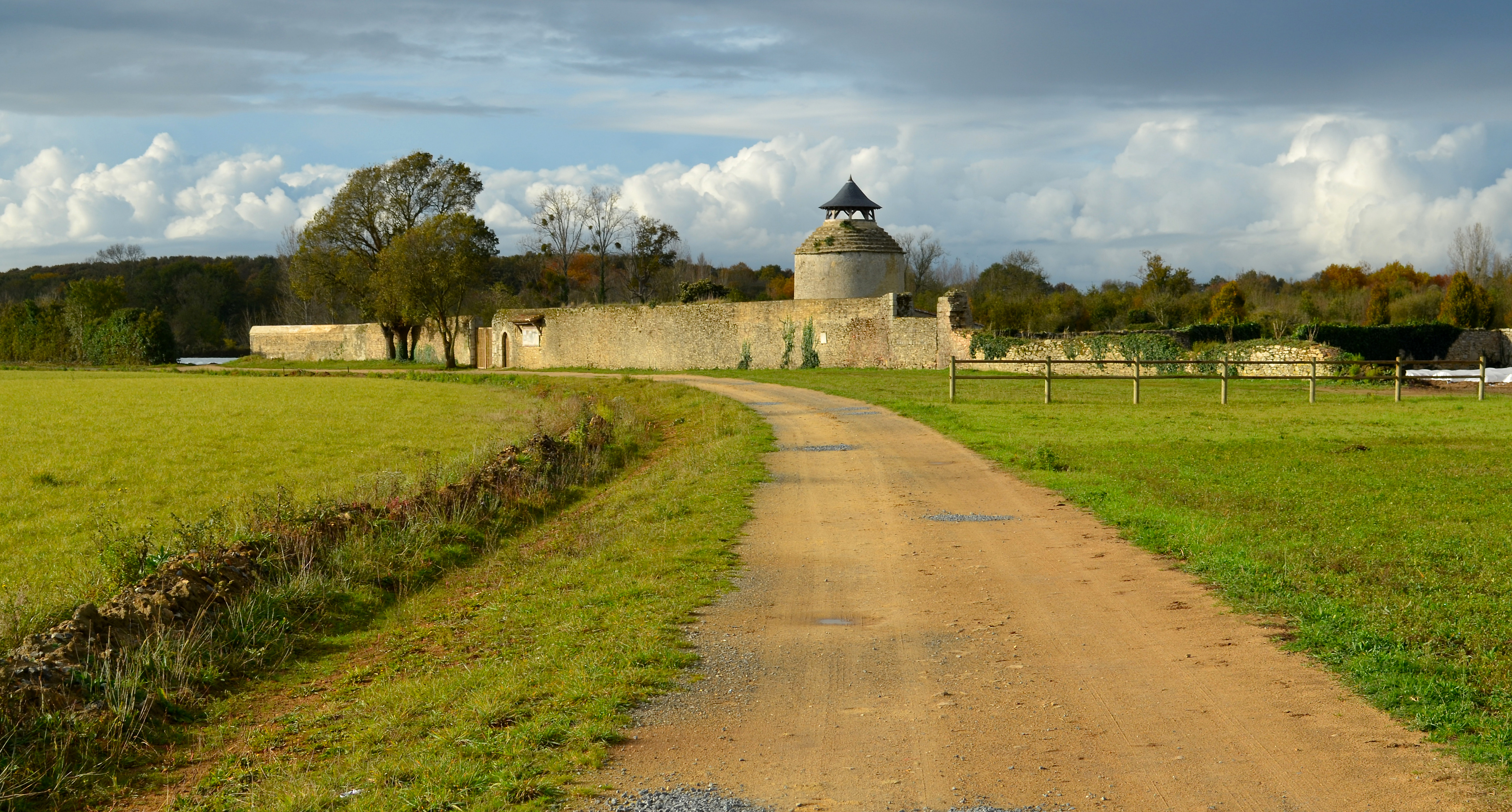
Restos de la abadía de Notre-Dame de la Chaume, en Machecoul, construida en el

La sede de la diócesis se encuentra en la ciudad de Nantes, en donde se halla la Catedral de San Pedro y San Pablo.
En 2021 en la diócesis existían 73 parroquias agrupadas en 12 zonas pastorales.

## Historia
La diócesis probablemente fue fundada a finales del siglo III. La tradición y los antiguos catálogos episcopales dan como protoobispo y fundador de la diócesis a Claro, señalado como santo en el catálogo del monasterio de Saint-Aubin del siglo XII y por un breviario de Nantes de 1263. El primer obispo conocido es Similiano, recordado por Gregorio de Tours en su De Gloria Martyrum. En la época de Clodoveo I había en Nantes una iglesia dedicada a san Similiano. En cambio, el primer obispo históricamente documentado es Desiderio, destinatario de una carta del año 453.
Condevicnum, capital del pueblo celta de los námnetes era una civitas de la provincia romana de Galia Lugdunense III, como atestigua la Notitia Galliarum de principios del siglo V. Tanto desde el punto de vista religioso como civil, Nantes dependía de la provincia eclesiástica de la arquidiócesis de Tours, sede metropolitana provincial.
Hacia finales del siglo V la fundación de nuevos monasterios marcó la evangelización del campo, entre los que destaca por su riqueza la abadía de Champs Saint-Martin de Rezé.
A mediados del siglo VI el obispo san Felice se distinguió por la construcción de diversas obras públicas, entre ellas el canal de acceso al puerto que aún hoy lleva su nombre, y la finalización de la catedral, consagrada el 30 de septiembre de 548, que fue iniciado por su padre, el obispo Eumelius.
En el año 600 se convocó el primer Concilio de Nantes. Otros sínodos regionales importantes se celebraron en 1127, 1264 y 1431.
En el siglo VIII, dos condes, Agateo y Amitto, que nunca fueron obispos consagrados, usurparon la sede de Nantes, combinando los títulos de conde y obispo; el primero pasó a la historia como un personaje muy cruel. Según algunas fuentes históricas, en esta época también vivieron dos obispos guerreros, Emiliano y Salvio, de quienes se dice que lucharon contra los árabes.
El 24 de junio de 843 el obispo san Gunard fue masacrado junto con sus fieles en la catedral de Nantes por los invasores vikingos. Se produjo una nueva incursión en 880, pero finalmente fueron expulsados en 939.
En el siglo XII destacaron sobre todos los obispos Brice, el cisterciense Bernard d'Escoublac y Roberto II, fallecido regresando de una peregrinación a Tierra Santa, y dieron a la diócesis la fisonomía que mantuvo hasta la Revolución francesa, con dos arcedianatos, Nantes y Mée, y seis decanatos.
En el siglo XV el obispo Jean de Malestroit emprendió la reconstrucción de la catedral. En el mismo período se creó la universidad de la ciudad, con varias bulas emitidas por los pontífices, la última de las cuales fue la del papa Pío II el 8 de abril de 1460.
En la época de las guerras religiosas uno de los principales centros de la diócesis, Châteaubriant, era abiertamente protestante. Fue en Nantes donde se firmó el edicto del 13 de abril de 1598 que concedía libertad de culto y algunos derechos políticos a los protestantes.
En el contexto de la Contrarreforma católica, en el siglo XVII la diócesis vio la fundación de residencias de nuevas congregaciones y órdenes religiosas; hacia mediados de siglo se estableció el seminario diocesano; en 1680 se fundó en Nantes un colegio para la formación de clérigos irlandeses; se publicó un catecismo diocesano y se establecieron misiones populares. A principios del siglo XVIII, san Luis María Grignion de Montfort estuvo presente en Nantes y en la diócesis, en diferentes épocas .
Tras el concordato con la bula Qui Christi Domini del papa Pío VII del 29 de noviembre de 1801, los límites de la diócesis se adaptaron a los del departamento civil. Tuvo que ceder partes de su territorio a las diócesis de Rennes, Vannes, Angers y Luçon y al mismo tiempo incorporó algunas parroquias que pertenecían a las diócesis de Rennes y Luçon.
El siglo XIX fue la época de la reconstrucción tras la Revolución: se construyeron 238 edificios de culto (generalmente de estilo neorrománico o neogótico) y se organizó un sistema de escuelas católicas que aún hoy sigue activo.
Tras la aprobación de la ley sobre la separación de la Iglesia y el Estado en 1905 con la consiguiente confiscación de todos los bienes eclesiásticos, la diócesis atravesó tiempos difíciles debido a la falta de medios económicos.
En los años 1950 la diócesis se dio una nueva organización territorial en arciprestazgos y arcedianatos, que se mantuvo hasta 2002, cuando se introdujeron nuevas parroquias en la diócesis, fusionando varias parroquias tradicionales.
El 8 de diciembre de 2002, con la reorganización de los distritos diocesanos franceses, pasó a formar parte de la provincia eclesiástica de la arquidiócesis de Rennes.
El 2 de marzo de 2017 el antiguo municipio de Le Fresne-sur-Loire fue entregado a la diócesis de Angers.

## Estadísticas
Según el Anuario Pontificio 2022 la diócesis tenía a fines de 2021 un total de 1 064 600 fieles bautizados.
| Año                                                                             | Población            | Población | Población      | Sacerdotes | Sacerdotes    | Sacerdotes    | Bautizados por sacerdote | Diáconos permanentes | Religiosos | Religiosos | Parroquias |
| Año                                                                             | Bautizados católicos | Total     | % de católicos | Total      | Clero secular | Clero regular | Bautizados por sacerdote | Diáconos permanentes | Varones    | Mujeres    | Parroquias |
| ------------------------------------------------------------------------------- | -------------------- | --------- | -------------- | ---------- | ------------- | ------------- | ------------------------ | -------------------- | ---------- | ---------- | ---------- |
| 1949                                                                            | 550 000              | 665 064   | 82.7           | 1087       | 937           | 150           | 505                      |                      | 220        | 3700       | 277        |
| 1970                                                                            | 800 000              | 861 452   | 92.9           | 1115       | 985           | 130           | 717                      |                      | 460        | 3150       | 299        |
| 1980                                                                            | 860 000              | 968 800   | 88.8           | 946        | 848           | 98            | 909                      |                      | 484        | 2547       | 295        |
| 1988                                                                            | 860 000              | 1 001 000 | 85.9           | 789        | 681           | 108           | 1089                     | 3                    | 462        | 2031       | 294        |
| 1999                                                                            | 971 000              | 1 072 000 | 90.6           | 758        | 673           | 85            | 1281                     | 22                   | 316        | 1392       | 293        |
| 2000                                                                            | 967 000              | 1 100 000 | 87.9           | 741        | 661           | 80            | 1304                     | 24                   | 320        | 1254       | 293        |
| 2001                                                                            | 1 050 000            | 1 134 266 | 92.6           | 687        | 612           | 75            | 1528                     | 25                   | 319        | 1312       | 293        |
| 2002                                                                            | 1 049 266            | 1 134 266 | 92.5           | 594        | 507           | 87            | 1766                     | 27                   | 326        | 1282       | 293        |
| 2003                                                                            | 1 049 266            | 1 134 266 | 92.5           | 534        | 478           | 56            | 1964                     | 31                   | 300        | 1364       | 293        |
| 2004                                                                            | 1 049 000            | 1 134 266 | 92.5           | 529        | 479           | 50            | 1982                     | 33                   | 280        | 1141       | 285        |
| 2013                                                                            | 912 172              | 1 303 103 | 70.0           | 402        | 352           | 50            | 2269                     | 51                   | 234        | 815        | 79         |
| 2016                                                                            | 1 008 217            | 1 364 453 | 73.9           | 364        | 310           | 54            | 2769                     | 55                   | 209        | 754        | 75         |
| 2019                                                                            | 1 045 000            | 1 415 805 | 73.8           | 308        | 260           | 48            | 3392                     | 64                   | 193        | 649        | 73         |
| 2021                                                                            | 1 064 600            | 1 441 302 | 73.9           | 280        | 232           | 48            | 3802                     | 69                   | 181        | 575        | 73         |
| Fuente: Catholic-Hierarchy, que a su vez toma los datos del Anuario Pontificio. |                      |           |                |            |               |               |                          |                      |            |            |            |

## Episcopologio
Existen cinco catálogos episcopales de Nantes, de los cuales el más antiguo data de principios del X ; todos informan los mismos nombres de obispos y difieren entre sí sólo en algunas variaciones ortográficas. Sólo uno de estos reporta una serie de nombres precedidos por el término sanctus, omitido en los demás catálogos.
- San Claro †
- Emio[nota 1] †
- San Similiano †
- Eumelio †[nota 2]
- Marzio †
- Arifio †
- Desiderio † (mencionado en 453)
- Leone †
- Eusebio † (mencionado en 461)
- Nunnechio I † (mencionado en 465 circa)
- Cariundo †
- Cerunio †
- Clemazio †
- Epifanio † (mencionado en 511)
- San Eumerio (o Eumelio II)[nota 3] † (antes de 533-después de 541)
- San Felice † (circa 549-6 de enero de 582 falleció)[nota 4]
- Nunnechio II † (582-después de 591)
- Eufronio † (antes de 606/609-después de 614)
- Leobardo † (mencionado en 627)
- Salapio † (antes de 632-después de 650)[nota 5]
- San Pascario † (después de la mitad del siglo VII)
- Taurino † (mencionado en 688 o 689)[nota 6]
- Aicone †
  - Agateo † (usurpador)
  - Amitto † (usurpador)[nota 7]
- Deotmaro † (mencionado en 757)
- Odilardo † (mencionado en 797)
- Alanno †[nota 8]
- Drutcario † (mencionado en 834)
- San Gunardo † (antes de abril de 837-24 de junio de 843 falleció)
- Actardo[nota 9] † (después de septiembre de 843-circa 850 depuesto)
- Gislardo † (circa 850/851)
- Actardo † (circa 850/851-después del 30 de junio de 871 nombrado arzobispo de Tours) (por segunda vez)
- Ermengaro † (circa 872-después de 878)
- Landranno † (antes de 886-5 de febrero de 897 falleció)
- Fulcherio † (antes de 900-circa 906[nota 10] falleció)
- Isaia † (mencionado en 908[nota 11])
- Adalardo † (mencionado en 919/920)
  - Octronno (o Esdrenno)[nota 12] † (antes de 940-después de 958) (administrador apostólico)[nota 13]
- Gualtiero I † (mencionado en 960 circa)
  - Guereco † (usurpador)
  - Giudicaele † (usurpador)[nota 14]
- Ugo † (mencionado en 990)
- Hervé † (antes de 1001-circa 1005 falleció)
- Gautier II † (antes de 1008-después del de octubre de 1041)
- Budic (Benoît) † (antes de 1047-3 de octubre de 1049 depuesto)
- Airard † (1049-1052 depuesto)
- Guérech de Cornouaille † (1052-30 de julio de 1079 falleció)
- Benoît de Cornouaille † (1079-circa 1111 renunció)[nota 15]
- Brice † (1112-29 de octubre de 1140 falleció)[nota 16]
- Itier † (1142-28 de diciembre de 1147 falleció)
- Bernard d'Escoublac, O.Cist. † (1148-5 de enero de 1170 falleció)
- Robert I † (25 de diciembre de 1170-15 de enero de 1185 falleció)
- Artur? †[nota 17]
- Maurice de Blason † (1185-21 de diciembre de 1198 nombrado obispo de Poitiers)
- Geoffroi Pantin † (antes de abril de 1199-10 de febrero de 1213 falleció)
- Etienne de la Bruyère † (1213-8 de febrero de 1227 falleció)
- Clément de Châteaubriant † (1227-9 de septiembre de 1227 falleció)
- Henri † (antes de junio de 1228-15 de octubre de 1234 o 4 de febrero de 1235 falleció)
- Robert II † (antes de agosto de 1236-14 de mayo de 1240 nombrado patriarca de Jerusalén)
- Galeran † (circa 1240-21 de septiembre de 1263 falleció)[nota 18]
- Jacques de Guérande † (enero de 1264[nota 19] consagrado-7 de febrero de 1267 falleció)
- Guillaume de Vern † (1267-14 de octubre de 1277 falleció)
- Durand † (1278-mayo de 1292 falleció)
- Henri de Calestrie † (1293-1304 falleció)[nota 20]
- Daniel Vigier † (septiembre de 1304-12 de febrero de 1337 falleció)
- Barnabé † (17 de julio de 1338-? falleció)
- Olivier Salahadin † (14 de julio de 1340[nota 21]-24 de agosto de 1354 falleció)
- Robert Paynel † (19 de noviembre de 1354-23 o 26 de febrero de 1366 falleció)
- Simon de Langres, O.P. † (16 de marzo de 1366-20 de octubre de 1382 nombrado obispo de Vannes)
- Jean de Montrelais † (20 de octubre de 1382-13 de septiembre de 1391 falleció)
- Barnabé de Rochefort † (19 de agosto de 1392-8 de agosto de 1398 falleció)
  - Bernard du Peyron † (1399-25 de agosto de 1404 nombrado obispo de Tréguier) (ilegítimo)
- Henri le Barbu, O.Cist. † (2 de mayo de 1404-27 de abril de 1419 falleció)
- Jean de Malestroit (Châteaugiron) † (17 de julio de 1419-1443 renunció)
- Guillaume II de Malestroit † (14 de junio de 1443-1461 renunció)
- Amauri d'Acigné † (29 de marzo de 1462-23 de febrero de 1477 falleció)
  - Jacques d'Elbiest † (1477-1477 falleció) (obispo electo)[nota 22]
- Pierre du Chaffault † (17 de marzo de 1477-12 de noviembre de 1487 falleció)
- Robert d'Espinay † (1 de octubre de 1488-agosto de 1493 falleció)
  - Cesare Borgia † (9 agosto-4 de noviembre de 1493 renunció) (administrador apostólico)
- Jean d'Espinay † (4 de noviembre de 1493-25 de septiembre de 1500 nombrado obispo de Saint-Pol-de-Léon)
- Guillaume Guégen † (25 de septiembre de 1500-29 de noviembre de 1506 falleció)
- Robert Guibé † (29 de enero de 1507-30 de mayo de 1511 renunció)
- François Hamon † (30 de mayo de 1511 por sucesión-7 de enero de 1532 falleció)
- Louis I d'Acigné † (8 de febrero de 1532-2 de febrero de 1542 falleció)
  - Giovanni di Lorena † (18 de agosto de 1542-19 de mayo de 1550 falleció) (administrador apostólico)
  - Carlo di Borbone-Vendôme † (1550-1553 renunció) (administrador apostólico)
- Antoine de Créqui Canaples † (15 de diciembre de 1553-14 de julio de 1564 nombrado obispo de Amiens)
- Philippe du Bec † (15 de octubre de 1566-7 de enero de 1598 nombrado arzobispo de Reims)
- Charles de Bourgneuf de Cucé † (31 de agosto de 1598-17 de julio de 1617 falleció)
  - Sede vacante (1617-1621)
- Philippe Cospéan † (13 de octubre de 1621-28 de enero de 1636 nombrado obispo de Lisieux)
- Gabriel de Beauvau de Rivarennes † (18 de febrero de 1636-16 de enero de 1668 renunció)
- Gilles de La Baume le Blanc de la Valière † (16 de enero de 1668-10 de junio de 1679 renunció)
- Gilles-Jean-François de Beauvau † (17 de julio de 1679-6 de septiembre de 1717 falleció)
- Louis de La Vergne-Montenard de Tressan † (8 de junio de 1718-14 de febrero de 1724 nombrado arzobispo de Ruan)
- Christophe-Louis Turpin de Crissé de Sanzay † (27 de septiembre de 1724-29 de marzo de 1746 falleció)
- Pierre Mauclerc de la Musanchère † (19 de septiembre de 1746-1 de abril de 1775 falleció)
- Jean-Auguste Frétat de Sarra † (11 de septiembre de 1775-20 de septiembre de 1783 falleció)
- Charles-Eutrope de La Laurancie † (15 de diciembre de 1783-29 de noviembre de 1801 depuesto)[nota 23]
- Jean-Baptiste Duvoisin † (25 de julio de 1802-9 de julio de 1813 falleció)
  - Sede vacante (1813-1817)
- Louis-Jules-François-Joseph d'Andigné de Mayneuf † (1 de octubre de 1817-2 de febrero de 1822 falleció)
- Joseph-Michel-Jean-Baptiste-Paul-Augustin Micolon de Guérines † (27 de septiembre de 1822-12 de mayo de 1838 falleció)
- Jean-François de Hercé † (12 de mayo de 1838 por sucesión-29 de noviembre de 1848 renunció)
- Antoine-Matthias-Alexandre Jacquemet † (2 de abril de 1849-9 de diciembre de 1869 falleció)
- Félix Fournier † (27 de junio de 1870-9 de junio de 1877 falleció)
- Jules François Lecoq † (20 de agosto de 1877-25 de diciembre de 1892 falleció)
- Auguste-Léopold Laroche † (19 de enero de 1893-18 de diciembre de 1895 falleció)
- Pierre-Emile Rouard † (25 de junio de 1896-19 de febrero de 1914 falleció)
- Eugène-Louis-Marie Le Fer de la Motte † (28 de mayo de 1914-8 de julio de 1935 renunció[nota 24])
- Jean-Joseph-Léonce Villepelet † (20 de agosto de 1936-2 de julio de 1966 renunció[nota 25])
- Michel-Louis Vial † (2 de julio de 1966-15 de abril de 1982 retirado)
- Emile Marcus, P.S.S. (15 de abril de 1982-7 de mayo de 1996 nombrado arzobispo coadjutor de Toulouse)
- Georges Pierre Soubrier, P.S.S. (10 de octubre de 1996-8 de julio de 2009 retirado)
- Jean-Paul James (8 de julio de 2009-14 de noviembre de 2019 nombrado arzobispo de Burdeos)
- Laurent Percerou, desde el 11 de agosto de 2020